# 강명구 (정치인)
강명구(姜明求, 1977년 6월 7일~)는 대한민국의 정치인이다.
제7회 전국동시지방선거의 서울특별시의원 선거에서 양천구 제3선거구에 자유한국당 후보로 출마했지만 27.99%의 득표율을 기록하면서 낙선했다.
2023년 6월, 윤석열 정부의 국정기획비서관에 임명되었다. 제22대 국회의원 선거를 앞두고 비서관에서 물러났으며 국민의힘에 입당했다. 구미시 을 선거구에 출마를 선언했으며 경선에서 승리하면서 공천을 받았다. 본 선거에서 65.29%의 득표율을 기록하면서 제22대 국회의원에 당선되었다.

## 학력
- 성의종합고등학교 졸업
- 국립경국대학교 사회과학대학 경영학 학사
- 경희대학교 대학원 정치학 석사
- 맨체스터 대학교 대학원 정치학·행정학 석사

## 경력
- 안동대학교 총학생회장
- 2002: 제16대 대통령 선거 한나라당 이회창 대통령 후보 선거대책위원회 2030 대학생 위원회 부단장
- 2007. 9.~2008. 2. 여의도연구원 정책연구실 객원연구원
- 2010. 2.~2014. 6. 국회의원 비서관
- 2014. 7.~2018. 12. 국회의원 보좌관
- 2016~2017: 미국 존스홉킨스대학교 국제관계대학원 SAIS 객원연구원
- 2017. 9.~2019. 8. 경희대학교 정치외교학과 객원교수
- 2017. 12.~2018. 5. 국회 정무위원회 위원장 보좌관
- 2019. 1.~2020. 2. 자유한국당 서울특별시당 영등포구 갑 당원협의회 위원장
- 2020. 1.~2020. 2. 자유한국당.2020 희망공약개발단 위원
- 2020. 1.~2020. 2. 자유한국당 서울특별시당 청년위원장
- 2020. 2. 미래통합당 2020 희망공약개발단 위원
- 2020. 2. 미래통합당 서울특별시당 청년위원장
- 2020. 2. 국민의힘 서울특별시당 청년위원장
- 2021. 7.~2022. 3. 제20대 대통령 선거 국민의힘 윤석열 대통령 후보 선거대책본부 대통령후보실 보좌역
- 2022. 3.~2022. 5. 제20대 대통령직인수위원회 당선인 비서실 일정총괄팀장
- 2022. 6.~2023. 7. 대통령비서실 선임행정관
- 2023. 7.~2023. 12. 대통령비서실 국정기획비서관
- 2024년 4월 10일: 대한민국 제22대 국회의원 선거 당선(경북 구미시 을, 국민의힘, 초선)
- 2024. 5.~ 국민의힘 경상북도당 구미시 을 당원협의회 위원장
- 2024. 5.~2025. 5. 국민의힘 원내부대표
- 2024. 6.~2024. 7. 국민의힘 정책위원회 산하 시급한 민생 현안 해결을 위한 재정·세제개편특별위원회 위원
- 2024. 6.~2024. 7. 국민의힘 정책위원회 산하 시급한 민생 현안 해결을 위한 AI·반도체특별위원회 위원
- 2024. 6.~2024. 7. 국민의힘 정책위원회 산하 시급한 민생 현안 해결을 위한 외교안특별위원회 위원
- 2024. 8.~ 국민의힘 포털 불공정 개혁 TF 위원
- 2024. 9.~: 국민의힘 호남동행 국회의원 발대식 명예의원(전라남도 목포시)
- 2024. 12.~2025. 5.: 국민의힘 권영세 비상대책위원장 비서실장
- 2025. 4.~2025. 5. 국민의힘 제21대 대통령 선거준비위원회 위원
- 2025. 5.~2025. 6.: 제21대 대통령 선거 국민의힘 김문수 대통령 후보 상황실 일정단장
- 2025. 5.~2025. 6.: 제21대 대통령 선거 국민의힘 김문수 대통령 후보 경북 선거대책위원회 공동선거대책본부장

### 의정활동
- 2024. 5.~ 제22대 국회의원(경북 구미시 을, 국민의힘, 초선)
  - 2024. 6.~ 제2기 국회지역균형발전포럼 연구위원
  - 2024. 6.~2025. 7. 제22대 국회 전반기 국회운영위원회 위원
    - 제22대 국회 전반기 국회운영위원회 국회운영개선소위원회 위원

  - 2024. 6.~2024. 8. 제22대 국회 전반기 정무위원회 위원
    - 제22대 국회 전반기 정무위원회 법안심사제1소위원회 위원
    - 제22대 국회 전반기 정무위원회 법안심사제2소위원회 위원

  - 지속 가능 성장을 위한 구조개혁 실천 포럼 구성의원
  - 국가혁신전략포럼 구성의원
  - 2024. 8.~2024. 8. 제22대 국회 전반기 과학기술정보방송통신위원회 위원
  - 2024. 8.~2025. 5. 제22대 국회 전반기 정무위원회 위원
  - 2025. 5.~ 제22대 국회 전반기 농림축산식품해양수산위원회 위원

## 역대 선거 결과
|  | 27.99% |

|  | 65.29% |

## 소속 정당
| 소속 정당 | 소속 정당  | 소속 기간 | 비고      |
| --------- | ---------- | --------- | --------- |
|           | 한나라당   | 2002~2012 | 정계 입문 |
|           | 새누리당   | 2012~2017 | 당명 변경 |
|           | 자유한국당 | 2017~2020 | 당명 변경 |
|           | 미래통합당 | 2020      | 합당      |
|           | 국민의힘   | 2020~현재 | 당명 변경 |

## 같이 보기
- 구미시 을
- 구미시의 국회의원